# Herrenhaus Moholm

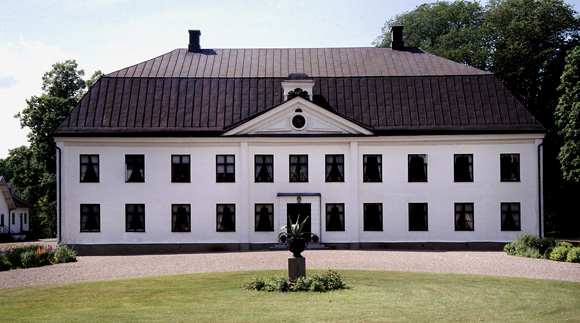
Herrenhaus Moholm

Das Herrenhaus Moholm liegt bei Moholm etwa 15 Kilometer südlich von Töreboda in Schweden. Es liegt auf einer Insel im Fluss Tidan.
1636 kam das Gut Moholm in den Besitz des Reichsschatzmeisters Gabriel Bengtsson Oxenstierna. Mitte des 18. Jahrhunderts wurde das heutige Herrenhaus vom damaligen Besitzer Adam Otto Lagerberg errichtet.
Heute befindet sich in den Nebengebäuden ein Hotelbetrieb, während die Repräsentationsräume des Herrenhauses als Konferenz- und Festsäle genutzt werden.
Koordinaten: 58° 36′ 8,5″ N, 14° 2′ 44,6″ O